# Bund (Shanghai)
Pour les articles homonymes, voir Bund (homonymie).

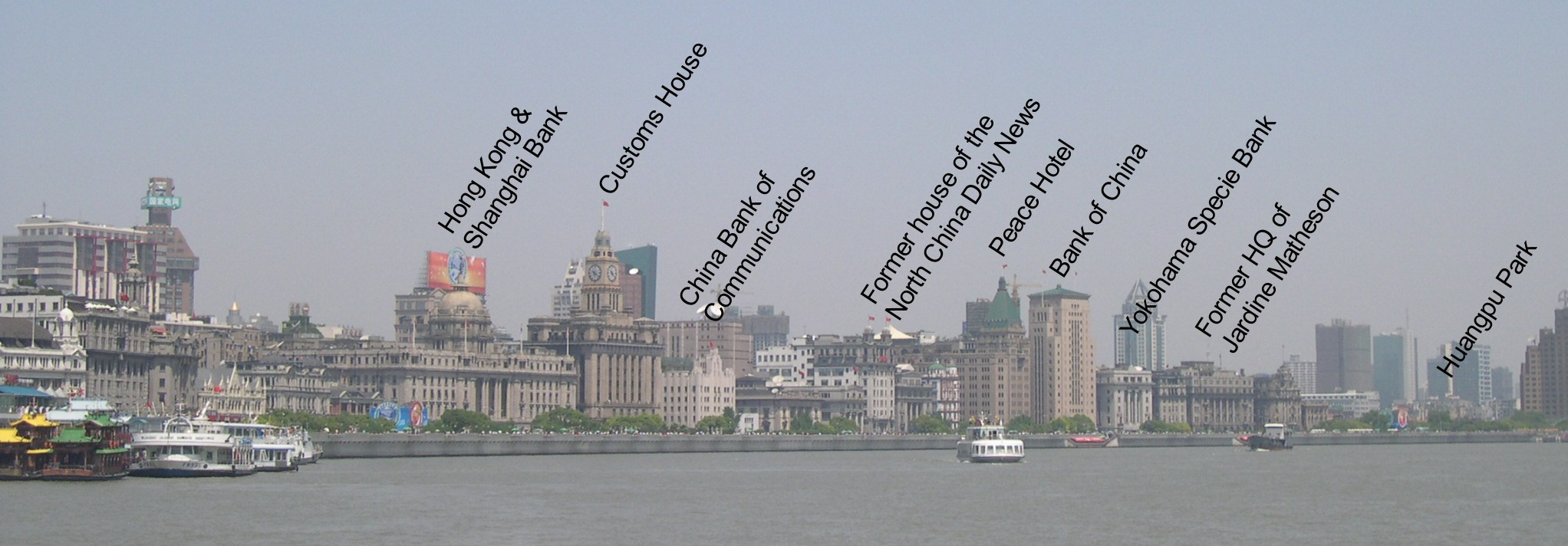
Localisation des principaux bâtiments du Bund.

Le Bund (terme anglo-ourdou signifiant « rive boueuse ») ou Waitan (en chinois simplifié : 外滩 ; chinois traditionnel : 外灘 ; pinyin : wàitān ; romanisation du shanghaïen : nga3thae1, /ŋà.tʰɛ́/, litt. « rive extérieure » ou « plage des étrangers » est un boulevard de la ville de Shanghai en Chine, il est jalonné de somptueux édifices de style européen et de banques ou de compagnies coloniales des années 1930. Situé au sein de l'ancienne concession internationale de Shanghai, le Bund se trouve à Puxi à l'est du district de Huangpu, sur la rive ouest de la rivière Huangpu au sud de sa confluence avec la rivière Suzhou, face au nouveau quartier financier de Lujiazui dans le district de Pudong.

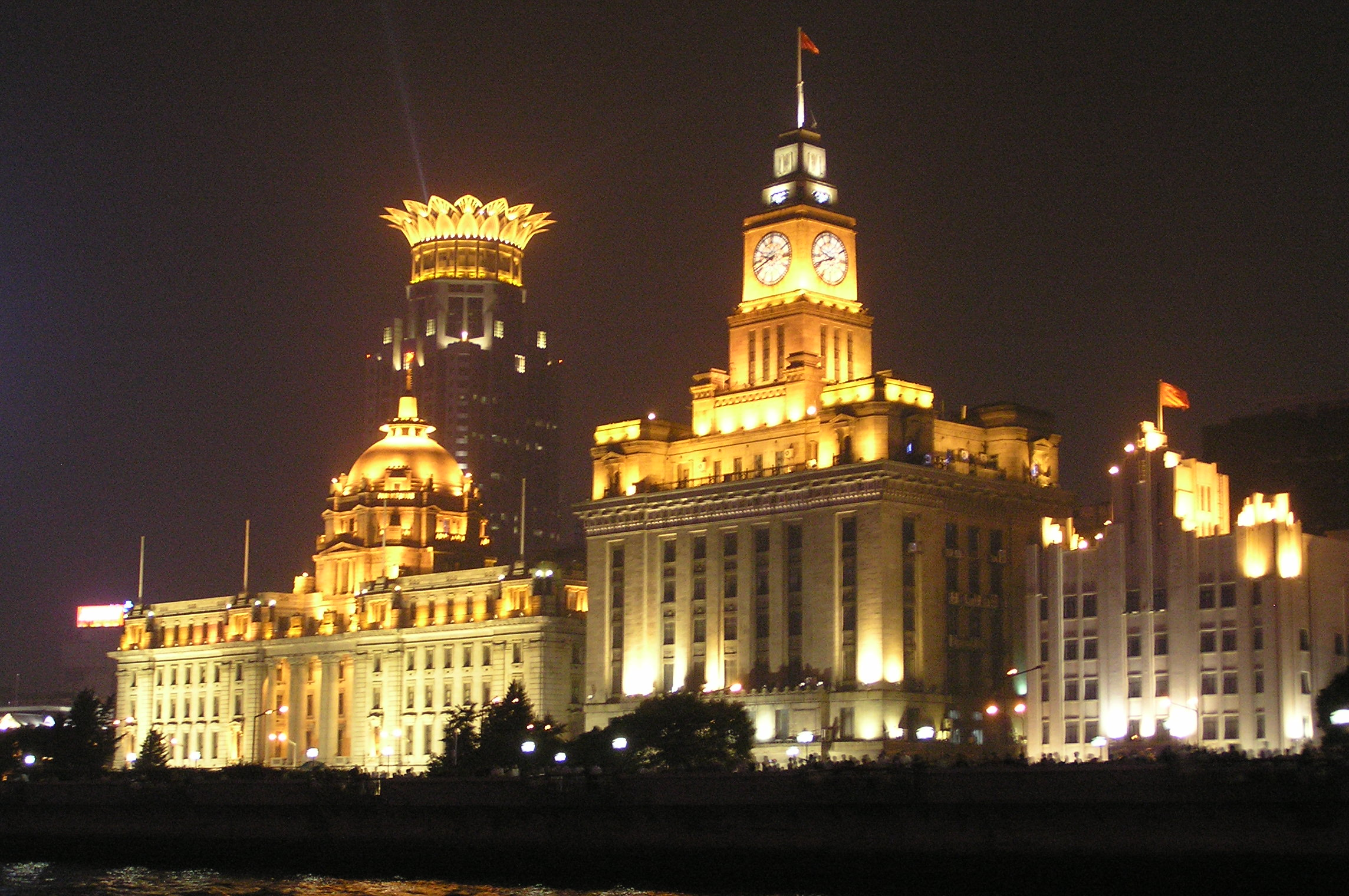
Le bâtiment de la Hong Kong et Shanghai Banking Corporation (HSBC) (gauche), l'édifice des douanes (centre), l'ancienne banque des communications (droite).

## Histoire

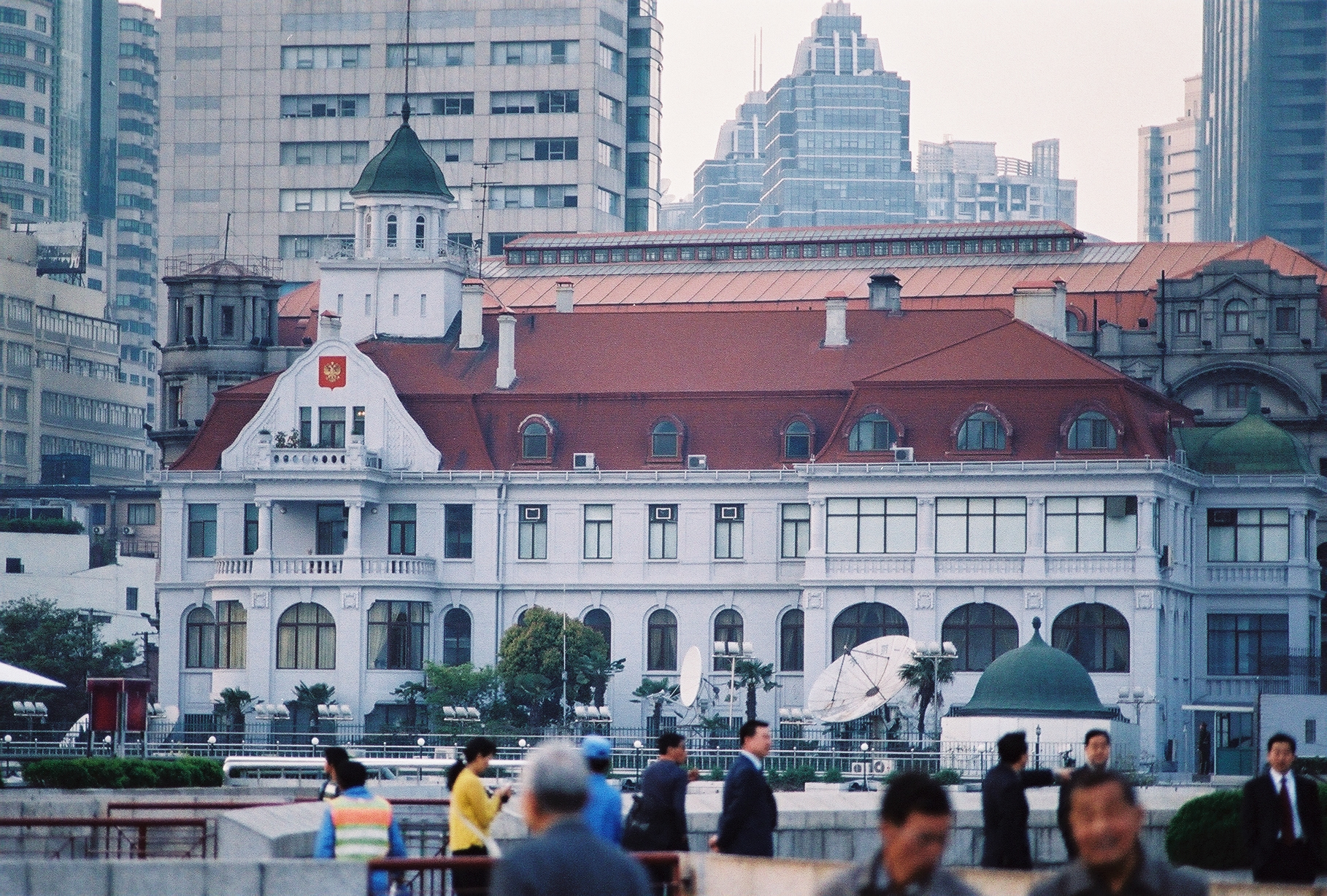
Consulat de Russie à l'extrémité nord du Bund.

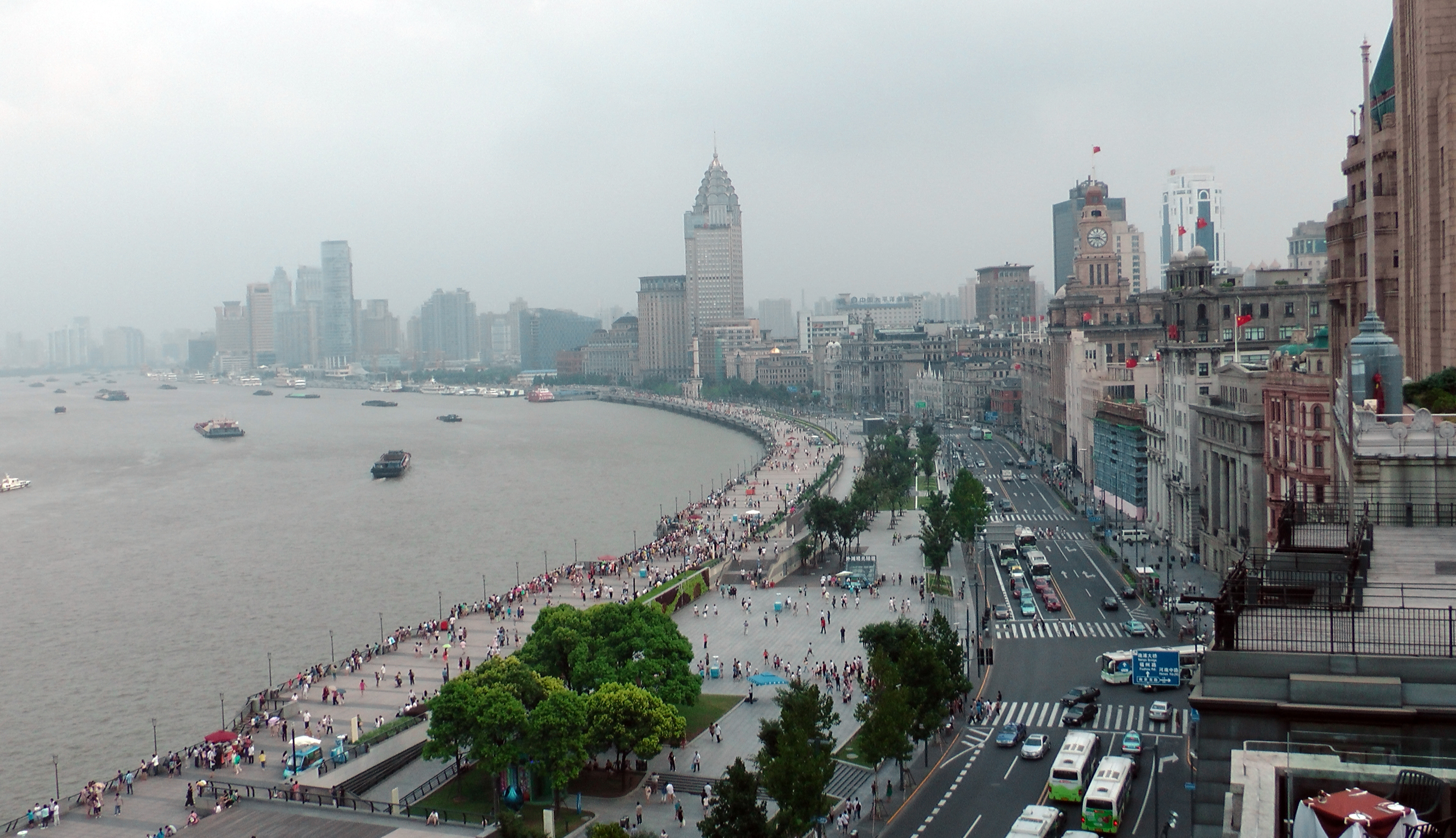
Le Bund et la promenade le long de la rivière Huangpu.

### Le temps des concessions
Avant le Bund se trouvaient simplement des rives boueuses. Au XIXe siècle, les guerres de l'opium et l'ouverture du port aux Occidentaux donnent naissance au Bund, endroit où arrivaient en bateau les étrangers. Le Bund de Shanghai comprend une douzaine de bâtiments historiques datant de l'époque des concessions internationales, le consulat de Russie et de Grande-Bretagne et quelques palaces, dont le Peace Hotel. À la fin des années 1930, du fait de la Seconde Guerre mondiale, de nombreux militaires (Britanniques, Américains, Français, Italiens, Japonais, etc.) stationnent dans le port, le long du Bund. À l'aube des années 1940, il comprenait les centres d'affaires de la majorité voire de la totalité des entreprises étrangères opérant en Chine, dont les quatre principales banques de la République de Chine ; l'activité portuaire (ferrys, jonques, cargos, etc.) était alors très intense et le Bund accueillait de nombreuses marchandises. Pendant la guerre, les Japonais prennent possession de la ville et défilent sur le Bund.

### Le régime communiste chinois
À l'arrivée des communistes au pouvoir, en 1949, la quasi-totalité des institutions financières quittèrent le pays alors que les hôtels et les clubs cessaient leurs activités. Les statues coloniales qui parsemaient la promenade furent déboulonnées. Le siège du nouveau gouvernement communiste y tient un temps résidence. Patrick Cranley, cofondateur de la Shanghai Historic House Association, note que sur le Bund « entre 1950 et 1990, aucun building n'est construit, mais aucun n'est détruit. La ville est dans un état de gel avancé sous Mao ». En 1991, le conseil municipal quitte l'avenue et s'installe place du Peuple.

### Ouverture au monde et reconversion touristique
À la fin des années 1970 et au début des années 1980, dans le cadre de la libéralisation de la Chine, la majeure partie des bâtiments du Bund furent toutefois restaurés pour redevenir des hôtels, des banques ou des institutions financières. Une nouvelle promenade située 10 m au-dessus du niveau de la rue fut construite. Il offre une vue sur le quartier de Luljiazui, où s'alignent de nombreux gratte-ciel. À partir des années 1990, le Bund devient l'une des attractions touristiques majeures de Shanghai. Pendant les années 2000 ouvrent des boutiques de luxe (Armani, Cartier, Chanel ou encore Rolex), des bars et restaurants branchés, et les palaces sont rachetés par des groupes étrangers et restaurés. Lors de l'exposition universelle de 2010, le Bund est rénové et étendu et les dernières usines et chantiers navals restants sont relégués plus loin. Le 31 décembre 2014, à l'occasion de la célébration du passage à la nouvelle année, une bousculade se produit peu avant minuit et cause le décès de 36 personnes sur la promenade du Bund.

## Géographie

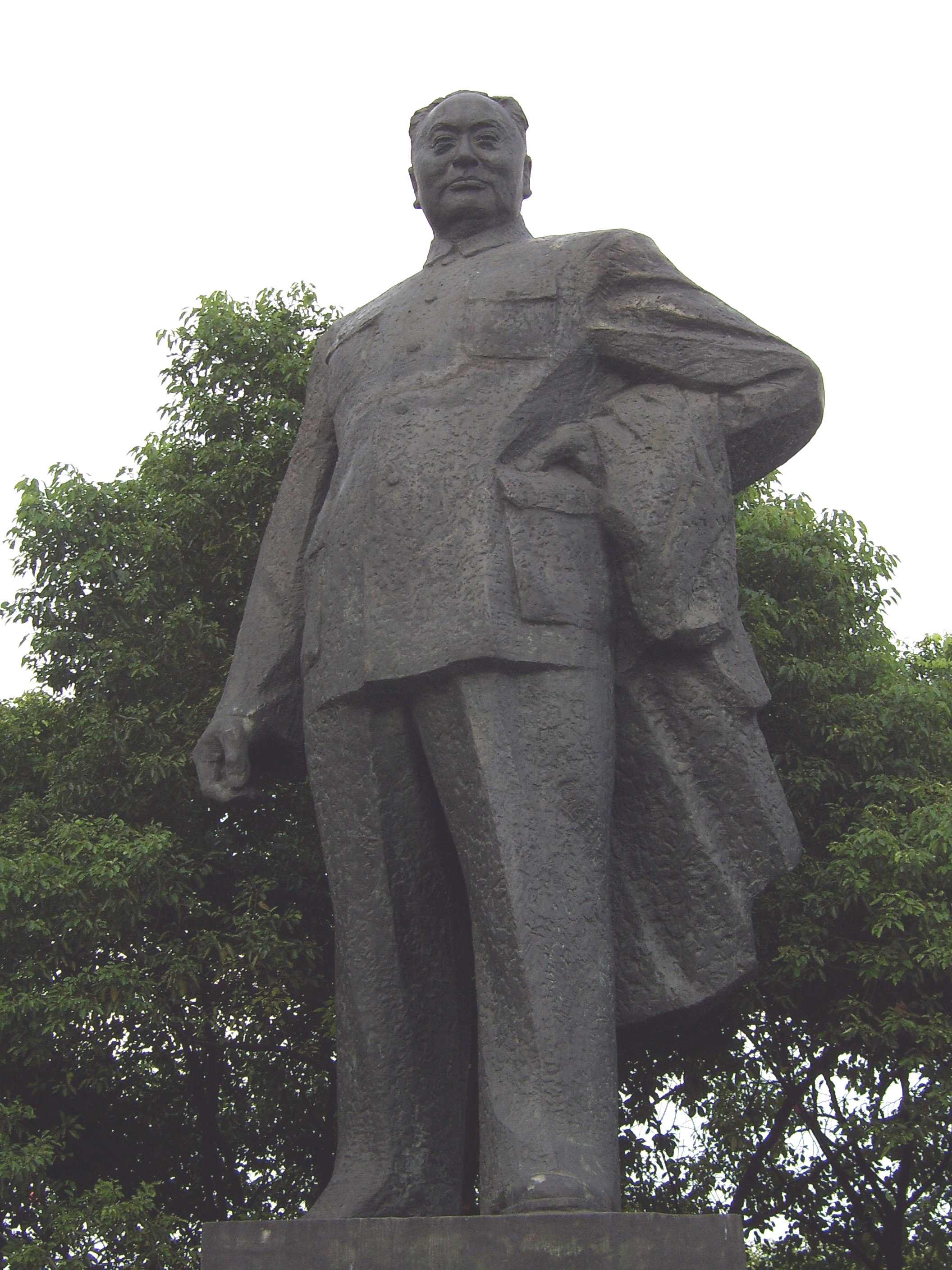
Statue de Chen Yi, premier maire communiste de Shanghai.

Le Bund mesure 1,5 km et commence au sud à Yan'an Road (ancienne avenue Édouard-VII) et se termine au pont Waibaidu (ancien Garden Bridge) au-dessus de la rivière de Suzhou.
Le Bund s'étend le long de Zhongshan Road, baptisé ainsi en l'honneur de Sun Yat-sen.
Sur Zhongshan Road, on dénombre 52 édifices de styles européens qui symbolisent l'architecture coloniale du Bund.
Près de la rue de Nankin et du tunnel touristique qui relie les deux rives de la Huangpu se trouve une gigantesque statue en bronze de Chen Yi, le premier maire communiste de la ville.
À l'extrémité nord du Bund, le parc Huangpu comprend le monument des héros du peuple dédié aux martyrs révolutionnaires.

## Architecture

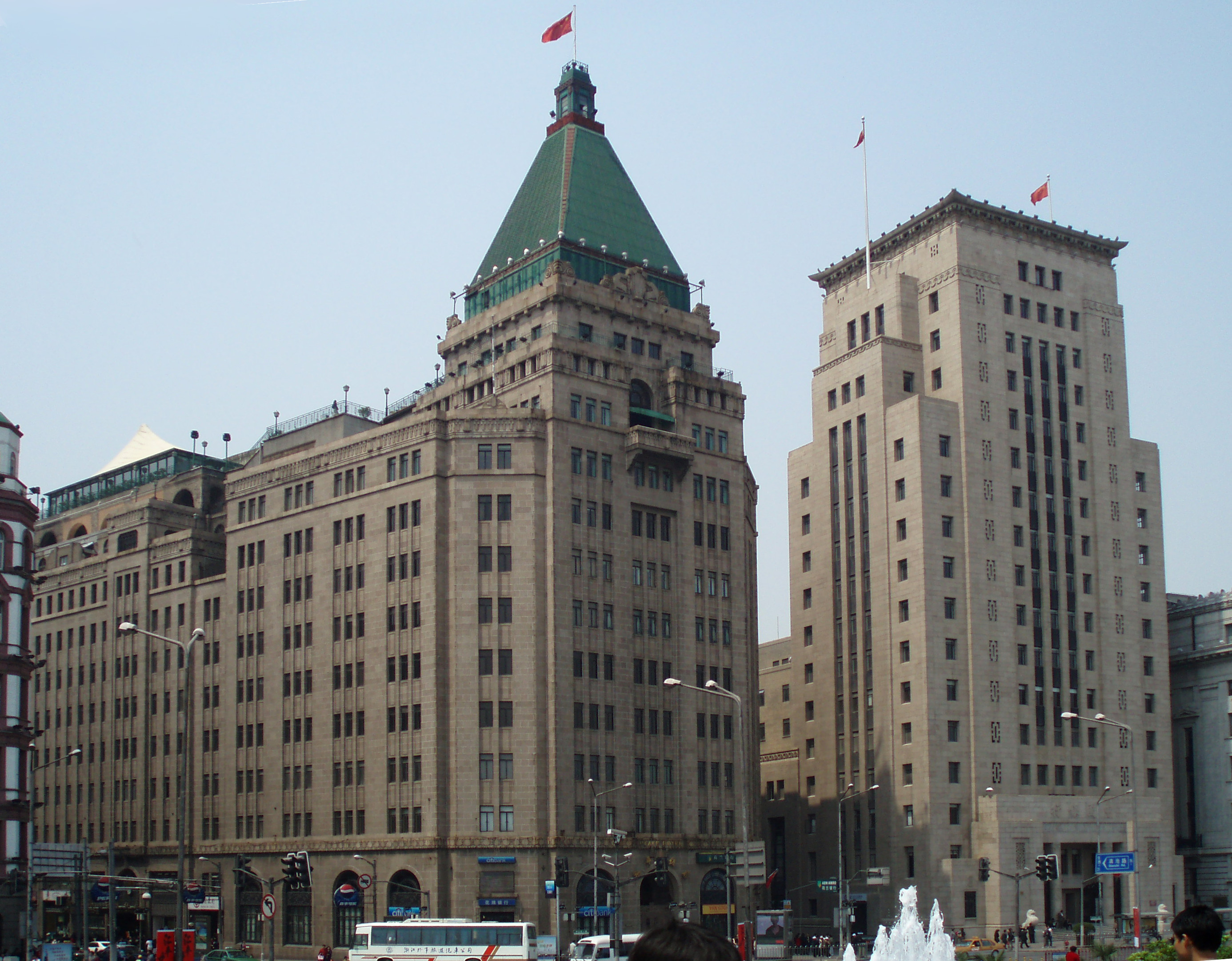
Le Peace Hotel et la Bank of China.

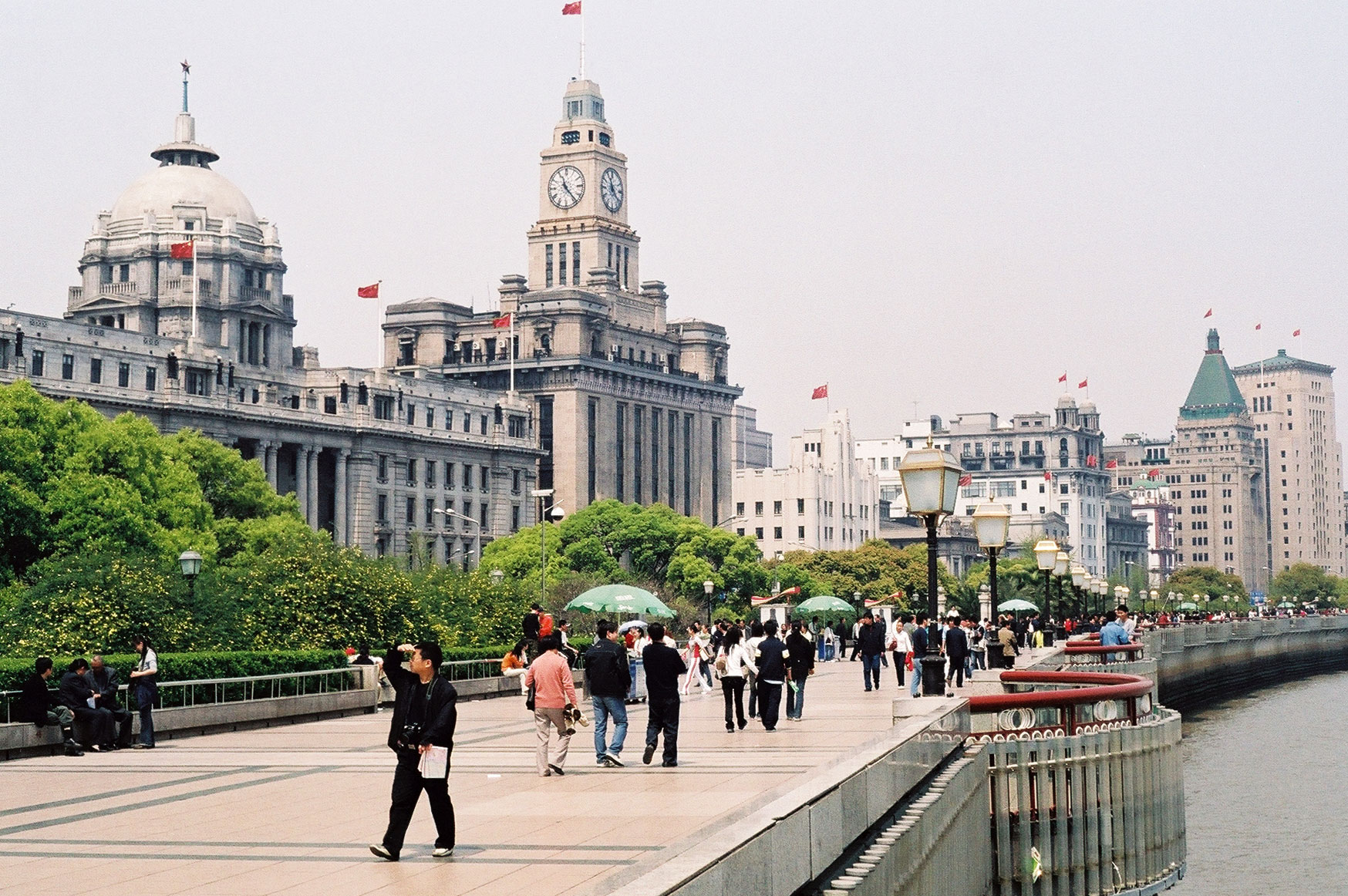
Promenade du Bund avec vue sur l'ancien édifice de la HSBC et la maison des douanes.

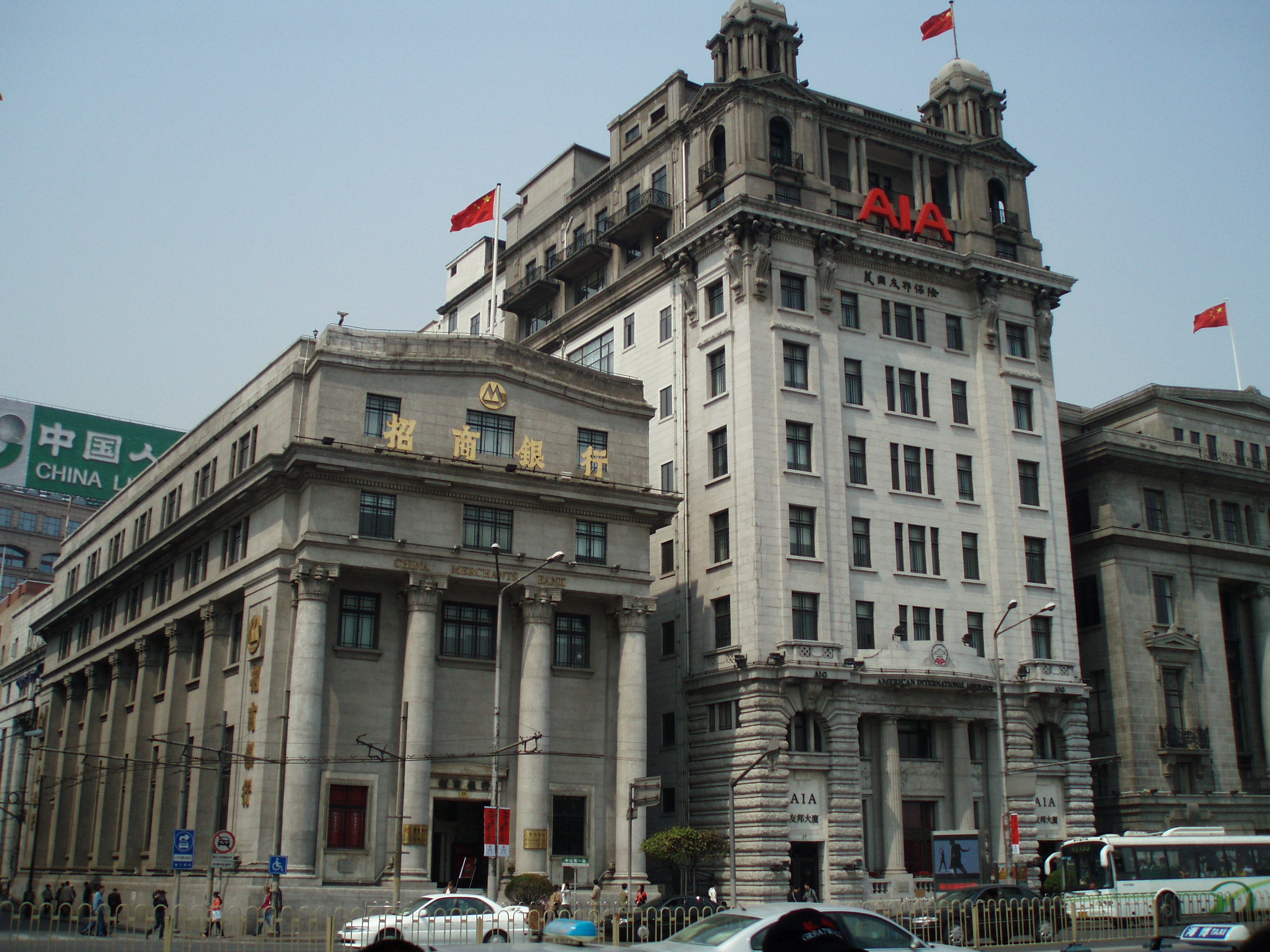
Édifices de la China Merchant Bank et de l'American International Assurance.

Le style architectural des 52 buildings du Bund varie du style roman au style gothique en passant par les styles de la Renaissance, du baroque, du néo-classique, des Beaux-Arts et enfin de l'Art déco. Du sud au nord les principaux bâtiments sont :
- Asia Building, ancien McBain Building, qui abrite les quartiers généraux de Shell et d'Asiatic Petroleum Company.
- Shanghai Club.
- Union Building, une compagnie d'assurance.
- Nissin Building, une compagnie japonaise.
- China Merchants Bank Building, la première banque chinoise.
- Russel & Co. Building.
- HSBC Building (1921), plus grand établissement bancaire d'Asie au début du siècle, le bâtiment fut occupé par la municipalité à partir des années 1950 et ce pendant 46 ans. Il est le siège de la Banque de développement de Pudong depuis 1995.
- Maison des douanes (1927), dont l'horloge et la cloche sont copiées sur celles de Big Ben.
- China Bank of Communications Building, dernier édifice construit sur le Bund.
- Russo-Chinese Bank Building.
- Bank of Taiwan Building.
- North China Daily News Building, aujourd'hui la compagnie d'assurance American International.
- Chartered Bank Building.
- Palace Hotel, aujourd'hui annexe du Peace Hotel.
- Peace Hotel ou Sassoon House, avec un toit en pyramide vert foncé de 19 m de hauteur et un hall d'entrée Art déco.
- Bank of China.
- Yokohama Specie Bank Building.
- Jardine Matheson Building.
- Glen Line Building.
- Banque de l'Indochine (1914), arborant un style franco-classico-baroque.
- Ancien consulat général du Royaume-Uni, transformé en Peninsula Hotel.

## Transports
Aucune station de métro ne relie directement le Bund. La ligne no 2 dessert la station la plus proche sur la rue de Nankin à 5 minutes à pied.
Le tunnel touristique n'a pas vocation à assurer des missions de transport public urbain. Il est exceptionnel néanmoins car il est le dernier système SK de l'ancienne société Soulé de Bagnères-de-Bigorre aujourd'hui en service. En effet, le SK de Noisy-le-Grand n'a jamais reçu de passagers en exploitation commerciale, comme celui de l'aéroport de Paris-Charles-de-Gaulle et celui de Villepinte a été démonté lors de l’agrandissement du parc des expositions de Paris-Nord Villepinte.

## Galerie d'images

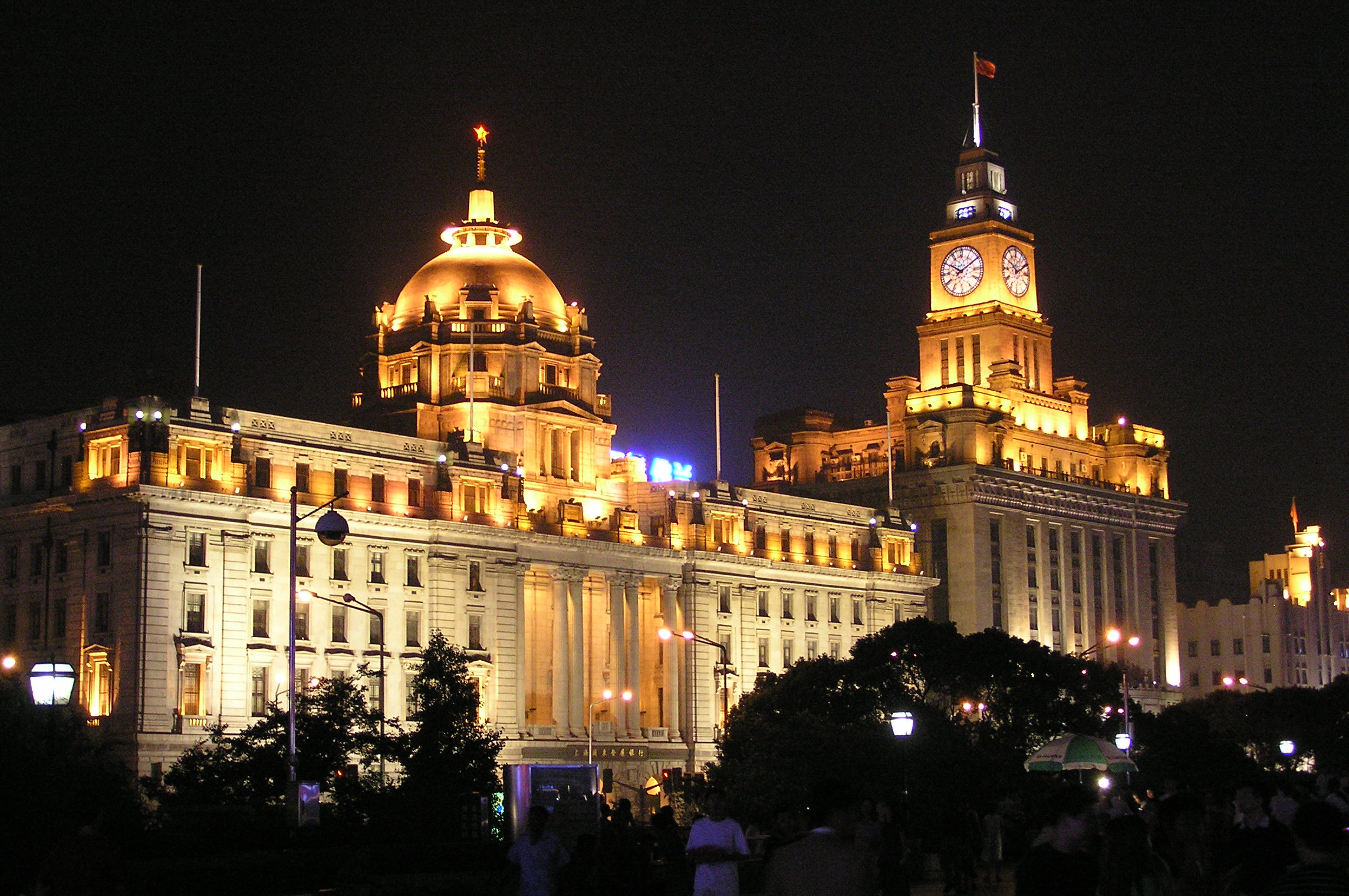
L'ancien édifice de la HSBC et la maison des douanes.
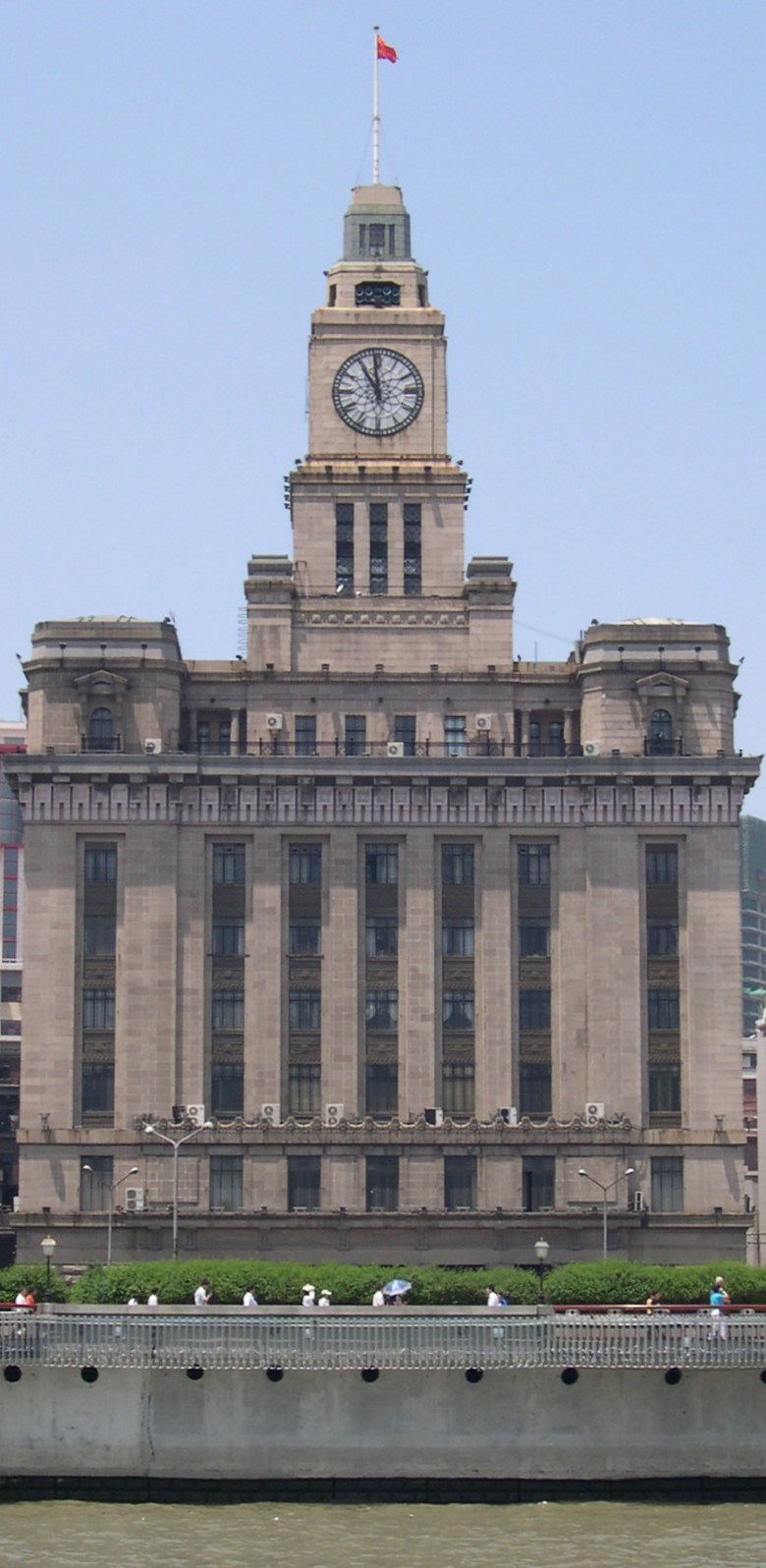
La maison des douanes.
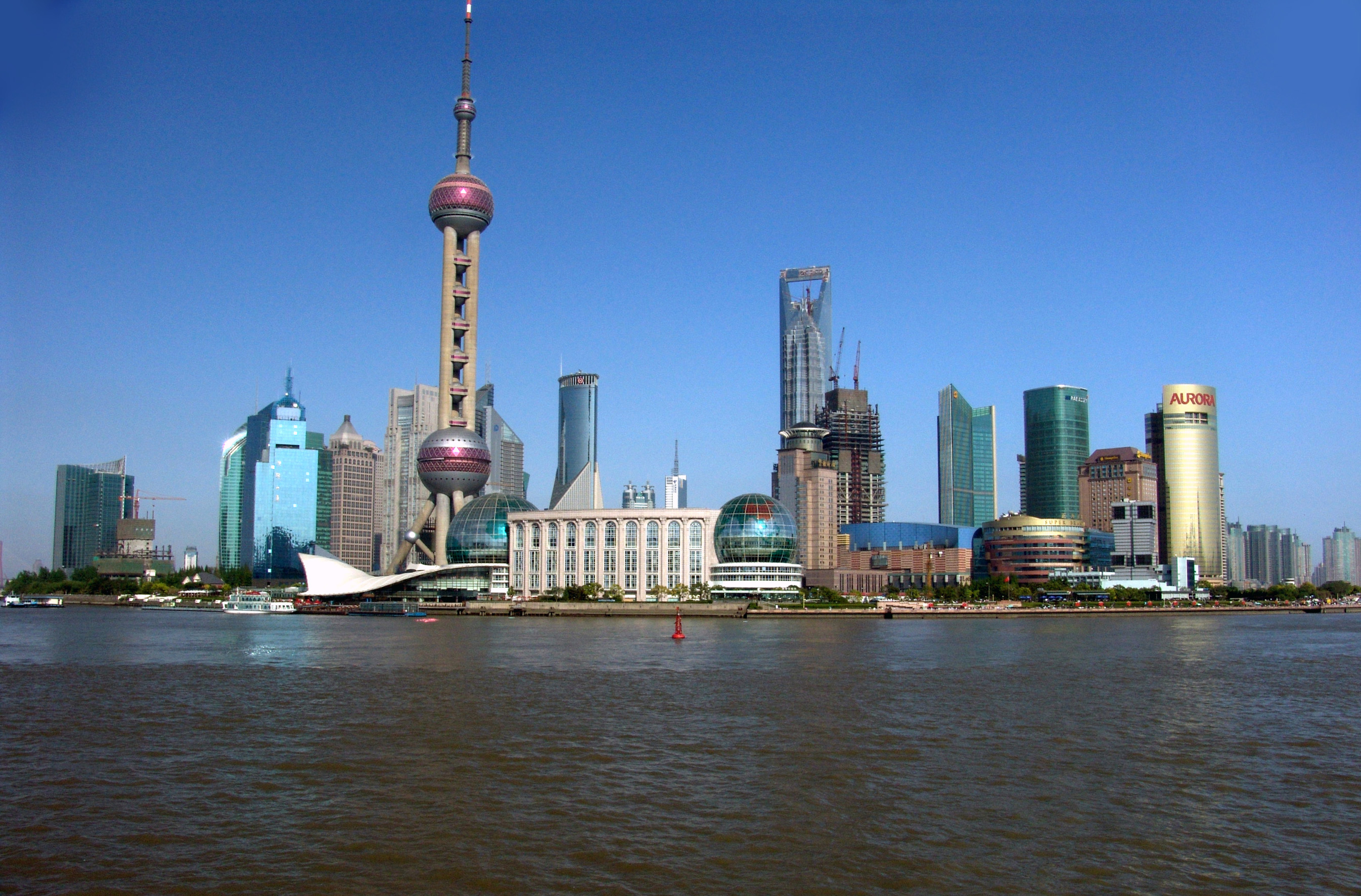
Pudong vue depuis le Bund.